# Sozialistisches Aktiv
Das Sozialistische Aktiv war in der DDR eine „Organisationsform zur Einbeziehung der Werktätigen bei der Lösung gesellschaftlicher, wirtschaftlicher und kultureller Aufgaben“. Es gab Parteiaktive an der Basis, Gewerkschafts- oder Neuereraktive in den Betrieben; an den Schulen wirkten Elternaktive mit. 
Ihre Mitglieder, die Aktivisten, wurden in Aktivistenschulen aus- oder weitergebildet. Besonders aktive Aktivisten in der Wirtschaft wurden als Vorbilder hingestellt, die Arbeitsnormen übererfüllt, betriebliche Verbesserungen angeregt oder Erfindungen gemacht hatten. Sie wurden mit Titeln wie „Held der Arbeit“, „Aktivist des Siebenjahrplanes“ oder „Verdienter Aktivist“ ausgezeichnet.
Auch die Denkmalpflege vor Ort, oft nur eine Sicherung oder Gebäuderettung, geschah in der Regel durch die Mitglieder des lokalen Aktivs für Denkmalpflege.